# Pierre longue de Lèverie
La Pierre longue de Lèverie est un menhir situé à Saint-Thomas-de-Courceriers, en France.

## Situation
Le menhir est situé dans le département français de la Mayenne, dans un champ à l'est des hameaux du Maisonnais et de la Levrie, à 2,8 km au sud-ouest du bourg de Saint-Thomas-de-Courceriers et à 2,2 km au sud-est de celui de Trans.

## Historique
Le mégalithe fait l’objet d’une inscription au titre des monuments historiques depuis le 20 décembre 1990.

## Description
Le menhir mesure plus de 2 m de hauteur.